# Forno Canavese
Forno Canavese (Ël Forn in piemontese) è un comune italiano di 3 160 abitanti della città metropolitana di Torino in Piemonte.

## Geografia fisica

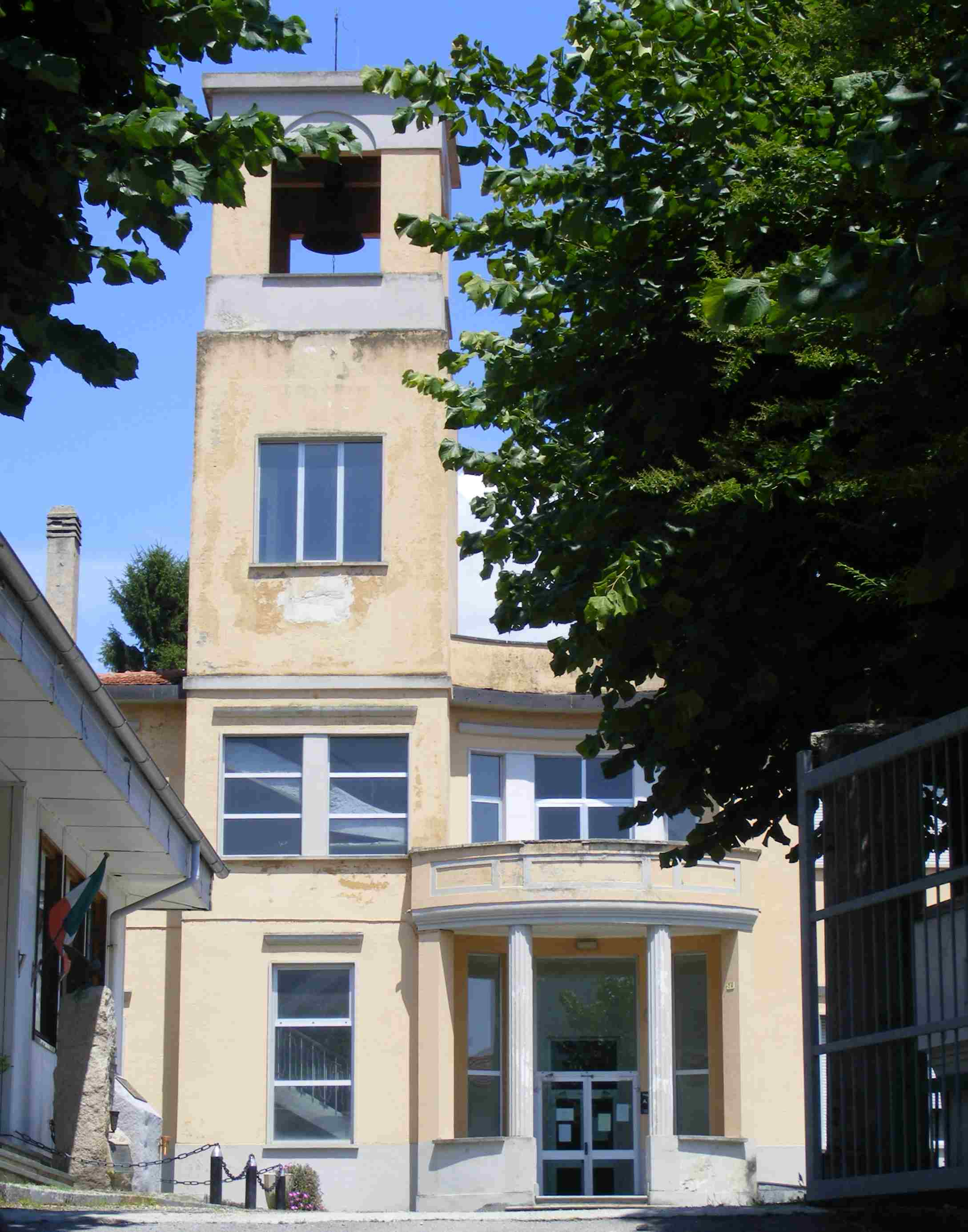
L'ex-casa del fascio dove avvenne l'eccidio del 1943

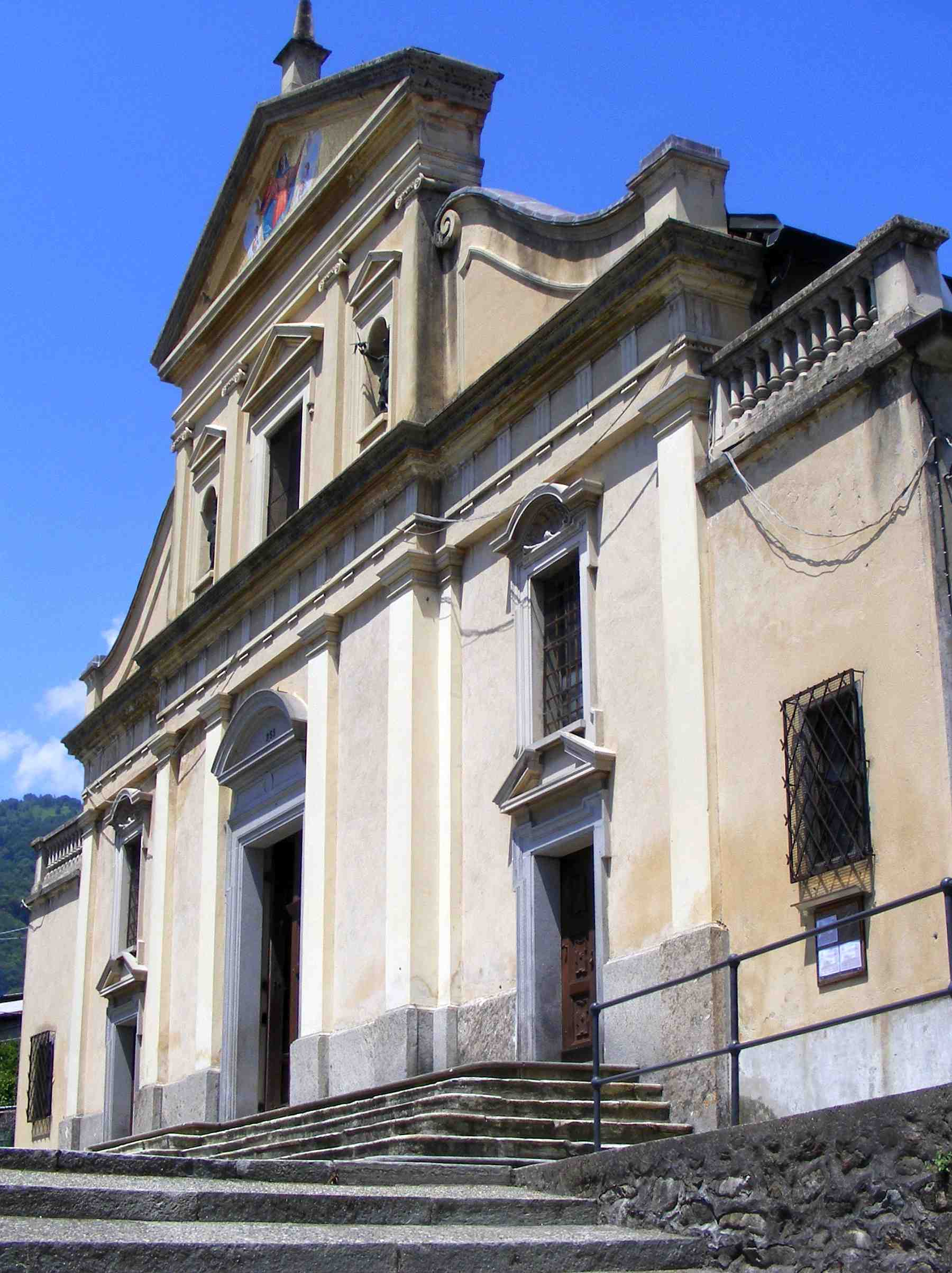
Parrocchiale dell'Assunta

Il comune di Forno è collocato sulle prime elevazioni montuose del Canavese. Il suo territorio è attraversato dal torrente Viana e ha una superficie di 16,7 chilometri quadrati; la quota più elevata si tocca sulla cima del monte Soglio (1971 m s.l.m.).

## Origini del nome
Il toponimo è collegato alla presenza nel territorio attorno al paese di numerosi forni di calce; tale attività fu di notevole importanza per il comune, tanto che nello stemma è raffigurato un forno con il motto latino "Virtus et labor ad solium ducunt".

## Storia
Alcuni reperti archeologici testimoniano l'esistenza di un insediamento abitato a Forno Canavese in epoca romana. Nel medioevo il borgo fu feudo dei Valperga, dinastia nobiliare del Piemonte, e dei marchesi del Monferrato fino al 1631, quando passò poi ai Savoia. Fino al 1926 il nome del paese fu Forno di Rivara.
Nell'autunno del 1943 si costituì nell'alto Canavese un gruppo partigiano che prese il nome di "Brigata Monte Soglio". La zona attorno alla montagna fu teatro di scontri con le forze nazifasciste; tra questi l'episodio più noto è la battaglia del monte Soglio dell'8 dicembre 1943. Tra le file dei partigiani si contarono 25 caduti, sette dei quali, fra cui le MOVM Saverio Papandrea e Bartolomeo Grassa, morirono in combattimento mentre gli altri diciotto dopo la cattura vennero fucilati davanti alla casa del Fascio di Forno il 9 dicembre.

### Simboli
Lo stemma e il gonfalone sono stati concessi con DPR del 21 marzo 1972.
Lo stemma si presenta troncato: nel primo di rosso, all'aquila d'oro al volo spiegato; nel secondo d'oro,  un forno, in assonanza con il toponimo. Sotto lo scudo, su lista bifida e svolazzante, azzurra, spicca il motto, in caratteri maiuscoli neri: VIRTUS ET LABOR AD SOLIUM DUCUNT.
Il gonfalone è un drappo di rosso.

## Monumenti e luoghi d'interesse
- Chiesa parrocchiale di Santa Maria Assunta
- Santuario dei Milani
- Cappella di San Bernardo (fraz. Cimapiasole): inaugurata il 4 settembre 1497 al suo interno conserva un affresco (restaurato nel 1993) e un'iscrizione in caratteri gotici risalente alla fondazione dell'edificio[7]
- Un mulino in stile olandese detto “Mulino di Val”, in posizione panoramica [8]

## Società

### Evoluzione demografica
Abitanti censiti

## Amministrazione
| Periodo | Periodo   | Primo cittadino           | Partito                                | Carica  | Note       |
| ------- | --------- | ------------------------- | -------------------------------------- | ------- | ---------- |
| 2009    | 2014      | Giuseppe Boggia           | lista civica Il Forno delle idee       | Sindaco |            |
| 2014    | 2019      | Giuseppe Boggia           | lista civica Il Forno delle idee       | Sindaco | II mandato |
| 2019    | in carica | Alessandro Giacomo Gaudio | lista civica Ricostruire Forno insieme | Sindaco |            |

### Altre informazioni amministrative
Il comune di Forno C.se faceva parte della Comunità Montana Alto Canavese.